# Minoritský klášter Krupka
Klášter Krupka existoval ve městě Krupka od 14. století do roku 1575 jako klášter Menších bratří (františkánů, minoritů) a v letech 1587–1618 jako jezuitská kolej. Definitivně však zanikla až v roce 1787.

## Klášter minoritů
Kdy vznikl minoritský klášter v Krupce, nelze již zjistit, i když není vyloučeno, že to mohlo být již v první polovině 14. století. Časté požáry, zničení kláštera atd. nedávají ani možnost zjistit jak přibližnou dobu jeho vzniku, tak i jeho dějiny a uměleckohistorický význam. Je pouze jisté, že roku 1429 byla Krupka dobyta a zdejší klášter i kostel snad Nejsvětější Trojice byl i s celým městem pobořen a vypálen.[zdroj?]
Krupka byla významný střediskem dolování cínu a její počátky lze klást do doby před rokem 1305. Roku 1330 zde bylo již městečko, takže lze předpokládat, že brzy potom se zde usadili minorité.
Roku 1474 poskytl držitel Krupky Těma z Koldic reformované větvi františkánů – observantům prostředky k znovuzřízení kláštera, který po příchodu prvních observantů následujícího roku povstal z trosek. V čele malé komunity stál kvardián, jemuž v majetkových záležitostech vypomáhal první známý purkmistr Krupky Vít Schwärzl. V roce 1479 již jistě opět minoritský klášter vyvíjel činnost. Stavba kostela však pokračovala velmi zvolna a teprve 27. dubna 1494 byl kostel vysvěcen ke cti Všech svatých a Nejsvětější Trojice Janem Filipcem, biskupem a tehdy řádovým juniorem. V noci 25. června 1527 však kostel i klášter opět zcela vyhořely a jeden mnich přitom uhořel. Zpráva z roku 1555 dosvědčuje, že klášter byl opět z větší části obnoven. Když Krupka podlehla protestantismu, zůstal zdejší malý klášter jediným katolickým centrem ve městě. Poslední kvardián zvolna se prázdnícího kláštera opustil chátrající budovy roku 1575.

## Jezuitská kolej
Teprve, když se stal pánem Krupky Jiří Popel z Lobkovic, rozhodl se klášter a kostel Všech svatých opravit a obnovit a předal jej 30. dubna 1587 jezuitům, konkrétně správě řádové koleje u sv. Klimenta v Praze. Původní příjmy konventu byly po roce 1575 rozděleny tak, že polovina byla určena na údržbu bývalého kostela, druhá polovina byla ponechána františkánskému klášteru v Kadani. Klášterní budovy jim předal věrný katolický pán Jiří ml. z Lobkovic. Ještě do konce roku 1587 přišli do kláštera první jezuité. Ti převzali jednak péči o proslulé poutní mariánské místo Bohosudov, jednak se snažili kázáním zabránit dalšímu šíření protestantismu. Viditelný úspěch se však nedostavil. Hned roku 1587 se začalo s opravou klášterního komplexu, který byl rozšířen, a již roku 1588 konsekroval papežský nuncius z Prahy nově opravený kostel.

## Zánik kláštera
Při českém povstání však byli zdejší jezuité vypuzeni a klášter byl stavovskými úředníky zabaven a roku 1619 ho koupilo město Krupka, kde tehdy vládli protestanti. Ještě při tomto prodeji uvádí, že klášter je minoritský a jezuité ho měli jen k užívání. Za třicetileté války utrpěla Krupka i její klášter velké škody. Od roku 1634 ležel klášter v troskách. Po Bílé hoře se však jezuité z Chomutova usídlili přímo v Bohosudově, a i když roku 1651 předal krupský farář klášter s kostelem opět pražské jezuitské koleji u sv. Klimenta, jezuité se již nevrátili. Brzy však vznikly mezi bohosudovskými jezuity a františkány o klášter a jeho zařízení těžké spory. Krupští stáli na straně Menších bratří, kteří se nároků na krupský konvent vzdali na své provinční kapitule v Bechyni v roce 1673. Spor byl ukončen roku 1675 rozhodnutím litoměřického biskupa Schleinitze, podle něhož byl zpustlý klášter a kostel Všech svatých, „na nějž františkánský řád již dříve rezignoval“, přiřčen jezuitům. Roku 1677 předal rektor jezuitské koleje sv. Klimenta restaurovaný kostel Všech svatých a zpustlý klášter v Krupce darem bohosudovským jezuitům. Ti pak drželi tento kostel až do zrušení řádu roku 1773. Kostel byl spravován jezuity a patřil k jejich panství Soběchleby. Teprve roku 1787 zakoupilo město Krupka od eráru kostel Všech svatých s vedle stojícím malým domkem (poslední zbytek bývalého kláštera). Kostel, který byl v troskách, byl snesen a v místech bývalého kostela a kláštera bylo postaveno šest malých měšťanských domů.